# Terry Hutchinson
Terry Hutchinson (Annapolis, 20 de mayo de 1968) es un regatista estadounidense.
Ha sido campeón del mundo en las clases Corel 45 (1995, 1998), J/24 (1998), Transpac 52 (2008, 2010, 2011, 2014), Farr 40 (2014, 2016, 2017), IMS Offshore (2000) y RC44 (2017).
Fue elegido Regatista Universitario del Año de la ICSA en 1989 y 1990 compitiendo con el equipo de vela de la Universidad de Old Dominion, con la que ganó los campeonatos nacionales sloop y mixto de 1989, y sloop y por equipos de 1990.  En 2008 y 2014 también fue elegido Regatista del Año de los Estados Unidos.
En las competiciones de crucero ha estado vinculado a dos de los equipos más potentes del mundo, el Bella Mente Racing de Hap Fauth y el Quantum Racing de Doug DeVos.

## Vuelta al mundo
Fue el táctico del "Djuice Dragons" en la Volvo Ocean Race 2001-02.

## Copa América
Ha participado en cinco ediciones de la Copa América:
- Copa América 2000. Trimmer de la mayor del AmericaOne
- Copa América 2003. Táctico del Team Dennis Conner
- Copa América 2007. Táctico del  Team New Zealand
- Copa América 2013. Patrón del Artemis Racing
- Copa América 2021. Patrón del American Magic